# Heraldine Rock
Artykuł ten został zgłoszony do umieszczenia na stronie głównej w rubryce „Czy wiesz”.
Pomóż nam go sprawdzić: oceń zgłoszoną nominację.
Ives Heraldine "Ma" Rock, z domu  Gajadhar (ur. 28 lipca 1933 w Castries, zm. 31 sierpnia 2012) – polityczka z Saint Lucia. Pierwsza kobieta wybrana do parlamentu Saint Lucia, w którym zasiadała w latach 1974–1987 oraz pierwsza kobieta na stanowisku ministerskim w historii kraju.

## Życiorys

### Młodość, edukacja i kariera zawodowa
Heraldine Gajadhar urodziła się 28 lipca 1933 w dzielnicy Forestierre w Castries. Tam też ukończyła szkołę podstawową oraz szkołę średnią. Po ukończeniu szkoły pracowała jako nauczycielka, lecz w wieku 28 lat zrezygnowała, aby zostać rolniczką.
Do 1964 roku była specjalistką ds. public relations w St. Lucia Banana Growers Association, organizacji grupującej farmerów bananów w Saint Lucia. W 1965 roku została mianowana sędzią pokoju. Po zakończeniu kariery parlamentarnej pełniła funkcje zarządcze w St. Lucia Electricity Services oraz w Development Control Authority.

### Działalność polityczna
W 1979 roku została wybrana wiceprzewodniczącą United Workers Party.
Bez powodzenia kandydowała w wyborach generalnych na Saint Lucia w 1964 roku z ramienia United Workers Party przeciwko Georgowi Charlesowi. Z powodzeniem wystartowała w wyborach generalnych na Saint Lucia w 1974 roku, starając się o mandat do Izby Zgromadzenia, niższej izby parlamentu Saint Lucia, ponownie z ramienia United Workers Party, w okręgu wyborczym Castries South East. Zdobyła 1063 głosy wobec 1021 głosów uzyskanych przez jej przeciwnika – George'a Odluma, późniejszego wicepremiera i ministra spraw zagranicznych kraju. Stała się pierwszą kobietą wybraną do parlamentu. Zasiadała w parlamencie do 1979 roku.
W 1974 roku została mianowana ministrą ds. mieszkalnictwa, rozwoju społeczności, samorządu i spraw społecznych. Stała się pierwszą kobietą na stanowisku ministerskim w historii kraju. Pełniła tę funkcję do 1980 roku.
Nie zdecydowała się wystartować w wyborach generalnych na Saint Lucia w 1982 roku. Gdy United Workers Party wygrała wybory, została mianowana do Senatu. Stanowisko to zajmowała do 1987 roku.

### Życie prywatne, pozostała działalność i śmierć
Była damą Orderu Imperium Brytyjskiego. Zmarła w wieku 79 lat 31 sierpnia 2012. Wyprawiono jej pogrzeb państwowy. Jej imieniem nazwano jeden z rządowych budynków.